# Equicontinuità
In matematica, l'equicontinuità di una famiglia di funzioni continue è la proprietà di ogni sua funzione di ammettere il medesimo modulo di continuità. Il concetto di equicontinuità, frequentemente utilizzato in analisi funzionale, si applica in generale a famiglie numerabili di funzioni, e dunque alle successioni di funzioni.
Considerando lo spazio {\displaystyle C(X)} delle funzioni continue su uno spazio di Hausdorff compatto {\displaystyle X}, il teorema di Ascoli-Arzelà afferma che un sottoinsieme {\displaystyle D} di {\displaystyle C(X)} è compatto se e solo se è chiuso, puntualmente limitato ed equicontinuo. In modo equivalente, {\displaystyle D} è equicontinuo se è relativamente compatto in {\displaystyle C(X)} con la metrica data da:
{\displaystyle d(f,g)=\mathrm {max} _{x\in X}d(f(x),g(x))}
Come corollario, una successione in {\displaystyle C(X)} è uniformemente convergente se e solo se è equicontinua e converge puntualmente ad una funzione (non necessariamente continua). In particolare, è continuo il limite di una successione equicontinua, che converge puntualmente, di funzioni continue {\displaystyle f_{n}} definite su uno spazio metrico o localmente compatto (in generale, uno spazio topologico compattamente generato). Se inoltre {\displaystyle f_{n}} sono olomorfe, anche il limite è una funzione olomorfa.
Il principio dell'uniforme limitatezza afferma che, dato uno spazio botte {\displaystyle X} ed uno spazio localmente convesso {\displaystyle Y}, ogni famiglia di operatori lineari puntualmente continui da {\displaystyle X} in {\displaystyle Y} è equicontinua (e anche uniformemente equicontinua).

## Definizione
Siano {\displaystyle X} e {\displaystyle Y} due spazi metrici e {\displaystyle F} una famiglia di funzioni definite da {\displaystyle X} in {\displaystyle Y}.
La famiglia {\displaystyle F} è equicontinua nel punto {\displaystyle x_{0}\in X} se per ogni {\displaystyle \epsilon >0} esiste {\displaystyle \delta >0} tale che {\displaystyle d(f(x_{0}),f(x))<\epsilon } per tutte le {\displaystyle f\in F} e per ogni {\displaystyle x} tali che {\displaystyle d(x_{0},x)<\delta }. La famiglia {\displaystyle F} è equicontinua (in tutto {\displaystyle X}) se è equicontinua in ogni suo punto.
La famiglia {\displaystyle F} è uniformemente equicontinua se per ogni {\displaystyle \epsilon >0} esiste {\displaystyle \delta >0} tale che {\displaystyle d(f(x_{1}),f(x_{2}))<\epsilon } per tutte le {\displaystyle f\in F} e per ogni coppia di punti {\displaystyle x_{1}} e {\displaystyle x_{2}} in {\displaystyle X} tali che {\displaystyle d(x_{1},x_{2})<\delta }.
La nozione di equicontinuità (uniforme) discende dalla nozione di continuità (uniforme): dire che tutte le funzioni {\displaystyle f\in F} sono continue significa che per ogni {\displaystyle \epsilon >0}, per ogni {\displaystyle f\in F} e per ogni {\displaystyle x\in X} esiste {\displaystyle \delta >0} tale che {\displaystyle d(f(x_{0}),f(x))<\epsilon } per tutti gli {\displaystyle x} tali che {\displaystyle d(x_{0},x)<\delta }. Ovvero:
- Nella definizione di continuità, {\displaystyle \delta } dipende da {\displaystyle \epsilon }, {\displaystyle x_{0}} e {\displaystyle f}.
- Nella definizione di continuità uniforme, {\displaystyle \delta } dipende da {\displaystyle \epsilon } e {\displaystyle f}.
- Nella definizione di equicontinuità, {\displaystyle \delta } dipende da {\displaystyle \epsilon } e {\displaystyle x_{0}}.
- Nella definizione di equicontinuità uniforme, {\displaystyle \delta } dipende soltanto da {\displaystyle \epsilon }.

Più in generale, quando {\displaystyle X} è uno spazio topologico, un insieme {\displaystyle F} di funzioni da {\displaystyle X} in {\displaystyle Y} è equicontinuo nel punto {\displaystyle x\in X} se per ogni {\displaystyle \epsilon >0} il punto {\displaystyle x} possiede un intorno {\displaystyle U_{x}} tale che:
{\displaystyle d_{Y}(f(y),f(x))<\epsilon \qquad \forall y\in U_{x}\quad \forall f\in F}
Tale definizione è spesso utilizzata nell'ambito degli spazi vettoriali topologici.
Se inoltre {\displaystyle X} è compatto, un insieme è uniformemente equicontinuo se e solo se è equicontinuo in ogni punto, per sostanzialmente la stessa ragione per cui continuità e continuità uniforme coincidono su spazi compatti.
Dalle definizioni date segue che un insieme finito di funzioni continue è equicontinuo, e che la chiusura di un insieme equicontinuo è equicontinua. Inoltre, ogni elemento di un insieme di funzioni uniformemente equicontinuo è uniformemente continuo, e ogni insieme finito di funzioni uniformemente continue è uniformemente equicontinuo.

## Convergenza uniforme
Sia {\displaystyle X} uno spazio di Hausdorff compatto e si definisca una norma uniforme su {\displaystyle C(X)}, in modo che diventi uno spazio di Banach (dunque uno spazio metrico). Il teorema di Ascoli-Arzelà afferma che un sottoinsieme di {\displaystyle C(X)} è compatto se e solo se è chiuso, puntualmente limitato ed equicontinuo. Si tratta di un teorema analogo al teorema di Heine-Borel, il quale stabilisce che un sottoinsieme di {\displaystyle \mathbb {R} ^{n}} è compatto se e solo se è chiuso e limitato. Come corollario, ogni successione equicontinua uniformemente limitata in {\displaystyle C(X)} contiene almeno una sottosuccessione convergente uniformemente a una funzione continua su {\displaystyle X}. 
Dal teorema di Ascoli-Arzelà segue inoltre che una successione in {\displaystyle C(X)} converge uniformemente se e solo se è equicontinua e converge puntualmente. Più in generale, una successione in {\displaystyle C(X)} converge uniformemente se è equicontinua e converge puntualmente in un sottoinsieme denso {\displaystyle D\subset X} ad una funzione (non necessariamente continua) su {\displaystyle X}. Infatti, sia {\displaystyle f_{j}} una successione equicontinua di funzioni continue su {\displaystyle D}, e sia {\displaystyle \epsilon >0}. Grazie all'equicontinuità, per ogni {\displaystyle z\in D} esiste un intorno {\displaystyle U_{z}} di {\displaystyle z} tale che:
{\displaystyle |f_{j}(x)-f_{j}(z)|<\epsilon /3\qquad \forall j\quad \forall x\in U_{z}}
Grazie alla densità e alla compattezza, è possibile trovare un sottoinsieme finito {\displaystyle D'\subset D} tale per cui {\displaystyle X} è l'unione degli intorni {\displaystyle U_{z}} per {\displaystyle z\in D'}. Dato che {\displaystyle f_{j}} converge puntualmente su {\displaystyle D'}, esiste {\displaystyle N>0} tale che:
{\displaystyle |f_{j}(z)-f_{k}(z)|<\epsilon /3\qquad \forall z\in D'\quad j,k>N}
Segue che:
{\displaystyle \sup _{X}|f_{j}-f_{k}|<\epsilon \qquad j,k>N}
Infatti, se {\displaystyle x\in X} allora {\displaystyle x\in U_{z}} per qualche {\displaystyle z} e si ottiene:
{\displaystyle |f_{j}(x)-f_{k}(x)|\leq |f_{j}(x)-f_{j}(z)|+|f_{j}(z)-f_{k}(z)|+|f_{k}(z)-f_{k}(x)|<\epsilon }
Quindi, {\displaystyle f_{j}} è una successione di Cauchy in {\displaystyle C(X)}, e quindi converge grazie alla completezza.

## Generalizzazioni

### Famiglie di operatori lineari
Siano {\displaystyle E} e {\displaystyle F} spazi di Banach e {\displaystyle \Gamma } una famiglia di operatori lineari continui definiti da {\displaystyle E} in {\displaystyle F}. Allora {\displaystyle \Gamma } è equicontinua se e solo se:
{\displaystyle \sup\{\|T\|:T\in \Gamma \}<\infty }
Ovvero, {\displaystyle \Gamma } è uniformemente limitata nella norma operatoriale. Grazie alla linearità, inoltre, {\displaystyle \Gamma } è uniformemente equicontinua se e solo se è equicontinua in 0.
Il principio dell'uniforme limitatezza afferma che {\displaystyle \Gamma } è equicontinua se è puntualmente limitata, ovvero:
{\displaystyle \sup\{\|T(x)\|:T\in \Gamma \}<\infty \qquad \forall x\in E}
Il risultato può essere generalizzato al caso in cui {\displaystyle F} è localmente convesso ed {\displaystyle E} è uno spazio botte.
Il teorema di Alaoglu afferma inoltre che se {\displaystyle E} è uno spazio vettoriale topologico allora ogni sottoinsieme equicontinuo di {\displaystyle E} è relativamente compatto rispetto alla topologia ultradebole.

### Spazi topologici
Lo scenario più generale in cui si può definire l'equicontinuità è quello degli spazi topologici, mentre l'equicontinuità uniforme, ambientata in uno spazio uniforme, richiede che il filtro degli intorni di un punto (uniformità) sia in qualche modo comparabile con il filtro degli intorni di un altro punto.
Un insieme {\displaystyle A} di funzioni continue tra gli spazi topologici {\displaystyle X} e {\displaystyle Y} è topologicamente equicontinuo nei punti {\displaystyle x\in X} e {\displaystyle y\in Y} se per ogni insieme aperto {\displaystyle O} contenente {\displaystyle y} esistono gli intorni {\displaystyle U} di {\displaystyle x} e {\displaystyle V} di {\displaystyle y} tali che per ogni {\displaystyle f\in A}, se l'intersezione tra {\displaystyle f[U]} e {\displaystyle V} non è vuota, si verifica {\displaystyle f(U)\subseteq O}. L'insieme {\displaystyle A} è topologicamente equicontinuo nel punto {\displaystyle x\in X} se è topologicamente equicontinuo nei punti {\displaystyle x} e {\displaystyle y\in Y} per ogni {\displaystyle y}. L'insieme {\displaystyle A} è detto equicontinuo se è topologicamente equicontinuo in {\displaystyle x} per ogni {\displaystyle x\in X}
Un insieme {\displaystyle A} di funzioni continue tra gli spazi uniformi {\displaystyle X} e {\displaystyle Y} è uniformemente equicontinuo se per ogni elemento {\displaystyle W} dell'uniformità su {\displaystyle Y}, l'insieme:
{\displaystyle \{\{(u,v)\in X\times X:(f(u),f(v))\in W\}\ \forall f\in A\}}
è un membro dell'uniformità su {\displaystyle X}.

### Processi stocastici
Si veda equicontinuità stocastica.